# Johann Wilhelm Manstadt
Johann Wilhelm Manstadt (* 16. Juni 1722 in Schweden; † 20. Juli 1788 in Hamburg) war ein schwedischer Bildhauer wirksam in Hamburg.

## Leben
Johann Wilhelm Manstadt, über dessen Leben im Übrigen wenig bekannt ist, war als Bildhauer in Hamburg ab 1770 wirksam. Sein seinerzeitiges Ansehen als Bildhauer wird durch seine Tätigkeit am vormaligen Rathaus Hamburg, also dem Rathaus an der Trostbrücke, wie als Auftragnehmer beispielsweise der Familie Schimmelmann belegt. Seine Skulpturen wurden zu einem Großteil beim Hamburger Brand vernichtet.
Nach ihm ist der Manstadtsweg in Hamburg-Barmbek-Nord benannt.

## Werke
- Wappen und Bacchusskulptur für das Eimbecksches Haus (1770), heute im Eingang des Hamburger Ratskellers
- Wappen und zwei Statuen für das Hauptportal des alten Rathauses in Hamburg (1772)
- vier hölzerne Gruppen allegorischer Figuren für das Görtz-Palais am Neuen Wall in Hamburg (1777)

daraus: Puttengruppe mit Allegorie der Ehre, ehem. Laternenhalter heute im Museum für Hamburgische Geschichte (1777)
- Entwurf von 1779 für das Denkmal (Kenotaph) der Gebrüder Johann Christoph Wolf und Johann Christian Wolf in der Hamburger Stadtbibliothek;[2] im Zweiten Weltkrieg zerstört, die beiden Porträts jedoch erhalten
- Genien und Sphinxen als Rampenschmuck für das Schimmelmannsche Palais in der Mühlenstraße in Hamburg (abgerissen 1907); sie befanden sich zwischenzeitlich auf dem Lütken'schen Parkgrundstück, heute am Eingang des Eichtalparks in Hamburg-Wandsbek[3]

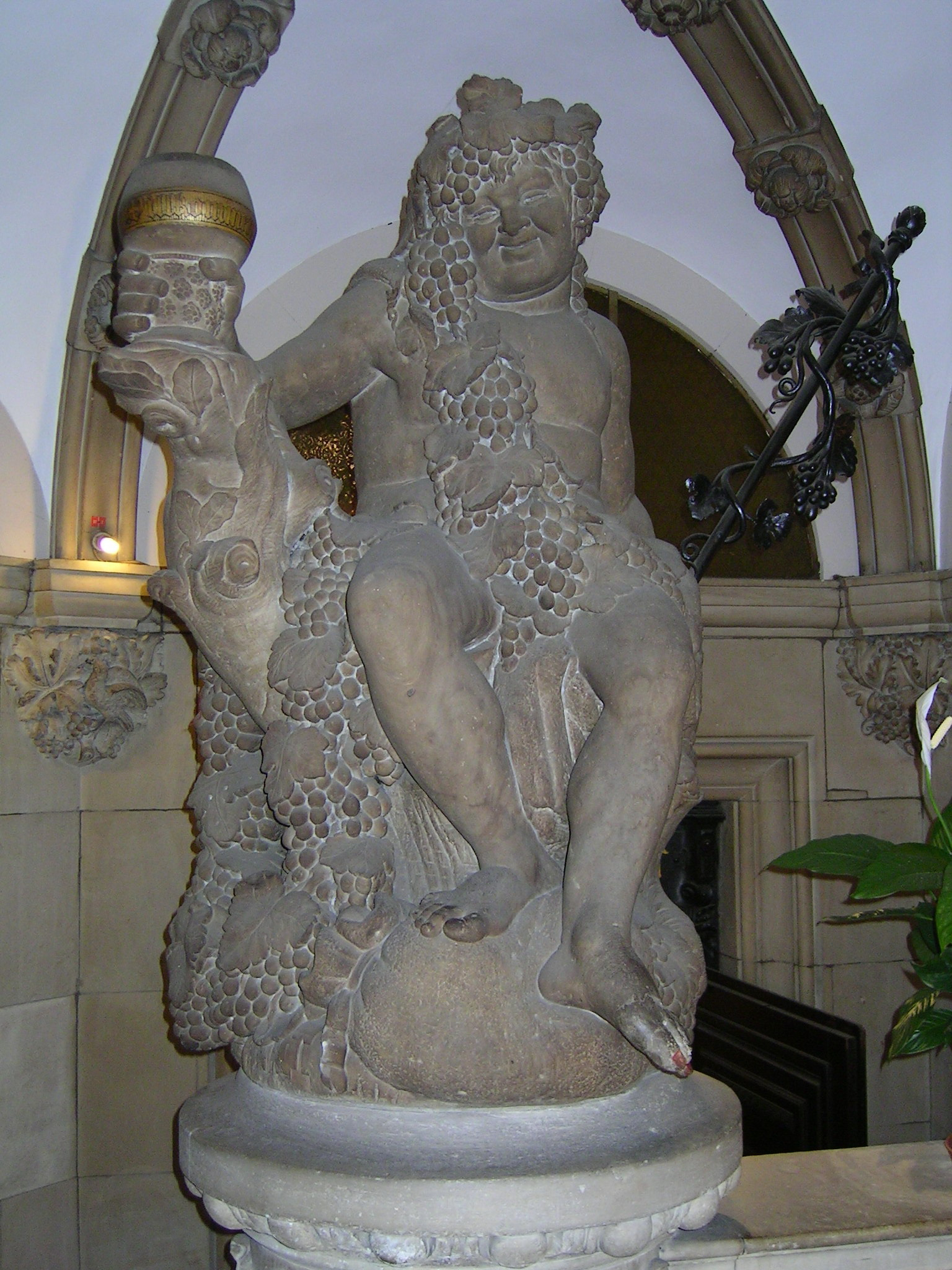
Bacchus (1770)
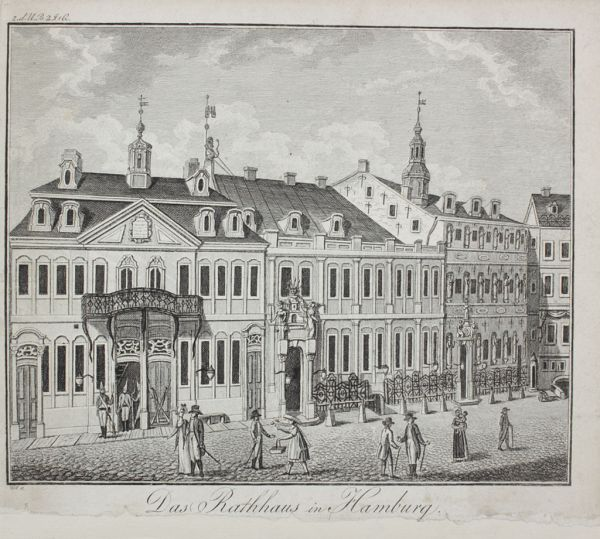
Altes Hamburger Rathaus mit Portal
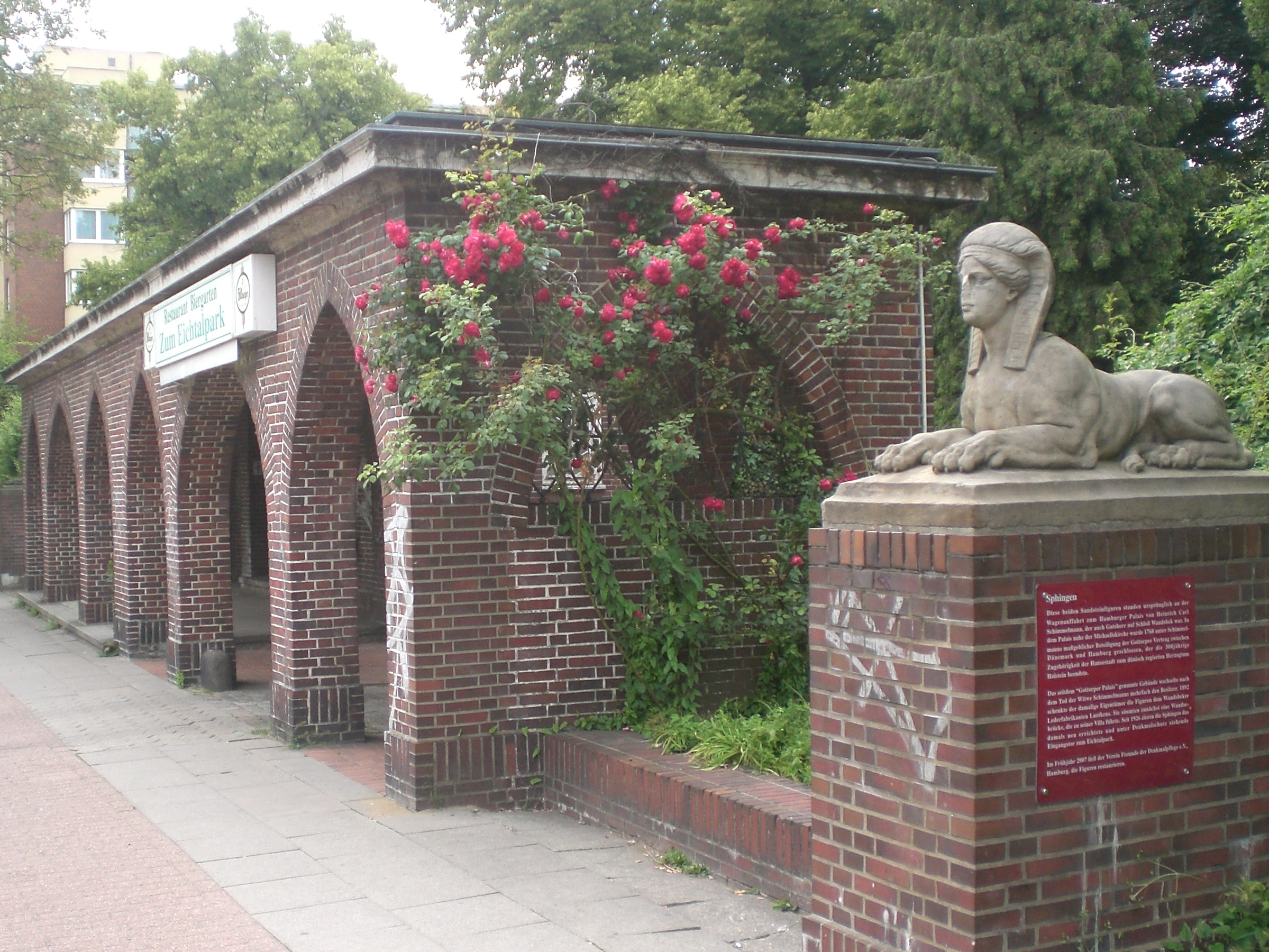
Sphinge am Eichtalpark